# Mikako Kotani
Mikako Kotani (Tóquio, 30 de agosto de 1966) é uma ex-nadadora sincronizada japonesa, medalhista olímpica, dona de duas medalhas de bronze no nado sincronizado nos Jogos Olímpicos de Verão de 1988. Ela é uma das grandes expoentes do nado sincronizado japonês.

## Carreira
Mikako Kotani representou seu país nos Jogos Olímpicos de 1988 e 1992, ganhando a medalha de bronze em duas oportunidades em Seul 1988, no solo e no dueto, esta com a parceria de Miyako Tanaka.
Ela foi uma das atletas escolhidas pelo comitês olímpico japonês, para apresentar com sucesso a candidatura para os Jogos Olímpicos de 2020, em Tóquio.

## Histórico em Jogos Olímpicos
| Edição         | Prova | Resultado        |
| -------------- | ----- | ---------------- |
| Seul 1988      | Solo  | Bronze           |
| Seul 1988      | Dueto | Bronze           |
| Barcelona 1992 | Solo  | Elim. na 1ª fase |